# Chamery
Chamery település Franciaországban, Marne megyében. Lakosainak száma 455 fő (2022. január 1.). Chamery Écueil, Courtagnon, Nanteuil-la-Forêt, Sermiers és Villers-aux-Nœuds községekkel határos.

## Népesség
A település népességének változása:
| Lakosok száma | 362  | 394  | 383  | 392  | 393  | 407  | 416  | 430  | 438  | 455  |
|               | 1968 | 1982 | 1990 | 2006 | 2013 | 2015 | 2017 | 2019 | 2020 | 2022 |